# Backscatter (posta elettronica)
Nell'ambito della posta elettronica, il termine backscatter (detto anche outscatter o blowback) indica la ricezione di messaggi di mancata consegna, solitamente aventi origine dall'invio di spam da parte di altri.
Prassi comune tra gli spammer è infatti quella di indicare indirizzi realmente esistenti (spesso prelevandoli dallo stesso database di indirizzi da cui prelevano i destinatari dello spam in corso) come campo mittente dei loro messaggi-spazzatura, al fine di invogliare il destinatario a considerare - a prima vista - il messaggio come valido. Qualora il server di destinazione a cui un messaggio viene recapitato non sia in grado di stabilire durante la sessione SMTP se il destinatario esiste o meno, il messaggio sarà in un primo momento accettato da tale mailserver, salvo generare, in passi successivi, una notifica di mancata consegna (NDN o bounce) in direzione del mittente. Se il mittente indicato da un tale messaggio è falsificato, tale notifica verrà diretta alla mailbox di un utente incolpevole, generando un flusso di spam "di rimbalzo".
Nell'ambito dell'industria dell'email, la generazione di backscatter è usualmente ritenuta il risultato di configurazioni server datate e/o perfettibili: per quanto vi siano alcune situazioni nelle quali la generazione di tali messaggi è pressoché inevitabile, è opportuno che i sistemi di posta elettronica siano strutturati e configurati in modo da minimizzare il problema ovunque possibile.